# Alexander Pschill
Alexander Pschill est un acteur autrichien, né le 13 juin 1970 à Vienne (Autriche).
Il a joué dans plusieurs petits films. Il est surtout connu pour avoir interprété le rôle du commissaire Mark Hoffmann, le 3e maître de Rex après Moser et Brandtner, dans Rex, chien flic en remplacement de Gedeon Burkhard, jusqu'en 2004, aux côtés de l'actrice Elke Winkens et de Martin Weinek. Alexander Pschill joue également dans le film Todespolka.

## Filmographie
- 1990 : Temptation
- 1994 : 1945 (TV)
- 1995 : Glück auf Raten (TV) : Benjamin Glueck
- 1995 : Rex (Kommissar Rex) (série télévisée) : Seid
- 1996 : Der Sohn des Babymachers (TV) : Paul
- 1998 : Alles werden gut
- 1998 : Beastie Girl : Dany
- 1999 : Zwei Frauen, ein Mann und ein Baby (TV) : Sascha
- 1999 : Julia - Eine ungewöhnliche Frau (série télévisée) : Dr. Anton Altmann
- 1999 : Cinq sur 5 (Aus heiterem Himmel) (série télévisée) : Rufus Goldberg
- 2004 : Schatten
- 2002-2004 : Rex (Kommissar Rex) (série télévisée)  : Commissaire Principal Mark Hoffmann
- 2004 : Der Bestseller - Wiener Blut (TV) : Schulz
- 2005 : T-Bone : Boyfriend
- 2005 : Lucia (TV) : Vincenzo
- 2007 : SOKO Danube (série télévisée) : Ingo Kock
- 2009 : Die Lottosieger (série télévisée): Dr. Rüdiger Rössler
- 2009 : Rimini (TV)
- 2010 : Todespolka (TV):
- 2010 : Schnell ermittelt (série télévisée)
- 2010 : Gut gegen Nordwind (TV)
- 2010 : Der Winzerkönig (série télévisée)